# Herb Łeby
Herb Łeby – jeden z symboli miasta Łeba w postaci herbu.

## Wygląd i symbolika
Herb przedstawia na białej tarczy herbowej typu gotyckiego, czerwonego rybogryfa z ogonem jesiotra. Zwierzę zwrócone jest w heraldycznie prawą stronę, ma rozwarte łapy oraz oręż w kolorze żółtym. Za rybogryfem stoi duży czarny krzyż łaciński.
Symbolika herbu związana jest z rodem Święców (rybogryf) i zakonem krzyżackim (krzyż łaciński), który w przeszłości posiadał władzę nad miastem.